# توم وجيمي (فلم)
توم وجيمي فيلم مصري من إنتاج عام 2013. وقصته مستوحاة من فيلم دينيس ذا مينيس المُنتج عام 1993. أما اسمه فهو مستوحىً من سلسلة الرسوم المتحركة الشهيرة توم وجيري.
تاريخ عرض الفيلم يوافق عشية عيد الفطر لسنة 1434 هـ.

## إخراج
- - أكرم فريد
  -   (مخرج)
  - أحمد شفيق القدومي
  -   (مساعد مخرج)
  - أمير شوقي
  -   (مساعد مخرج أول)
  - صلاح الجزار
  -   (سكريت حركة)
  - طه الحكيم
  -   (مساعد مخرج)

## ملخص قصة الفيلم
تدور قصة الفيلم في إطار كوميدي ساخر حول رجل معاق ذهنيا، تتوافق إمكانياته العقلية مع طفل يناهز 7 سنوات، مما يجعله يتعامل مع الجميع بجسد رجل وعقل طفل حيث إن عقله لا يتعدى عقل طفلٍ في السابعة من عمره، بالرغم من أن جسده يبدو للجميع أنه ناضج ولكن من يقترب منه يكتشف عكس ذلك تمامًا، تتعقد الأحداث كثيرًا ذهابًا وإيابًا في جوٍ لا يخلو من الكوميديا والمرح، لينكشف لنا كثيرٌ من الجوانب الإنسانية لهذا الرجل ولكل من حوله..

## قصة الفيلم
توم اسم الدلع لطفل صغير مات والديه في حادث إصطدام سيارتهم الصغيرة بسيارة نقل كبيرة كانوا يرونها، وعاش في كنف جده (جمال إسماعيل) وجدته (ثريا إبراهيم) وأشرفا على تعليمه حتى نجح في سنه أولى ابتدائى وعمره ٣٠ عاما وتوقف نمو عقله عند سن ٧ سنوات وينتظر ان يكبر ليطلق عليه اسمه الحقيقى حاتم، وبعد نجاحه تخلص منه جده وطلب منه ان يعتمد على نفسه وألحقه بالعمل في منتجع سياحى جرسونا، وقد شاهد ٣ إرهابين ولديهم في سيارتهم كمية من الأسلحة، فأبلغ الشرطة، وحتى لايهرب الارهابيون ربط سيارتهم بحنفية المياه فلما انطلق الارهابيون بالسيارة أخذوا معهم الحنفية ودورة المياه المرتبطة بها، مما دعا صاحب المنتجع لطرده، فألحقه جده بالعمل في محل لعب أطفال، ولكنه انشغل باللعب وليس بالبيع، حتى جاءت الطفلة المدللة جيسى (جنا عمرو) لشراء اللعب حيث انها غير مقتنعة بمئات اللعب التي تقتنيها، وهى حفيدة السياسى المعروف جمال الهوارى (حسن حسنى) المرشح المحتمل لرئاسة الجمهورية، وهى تعيش في قصر جدها بعد موت والديها في حادث إصطدام سيارتهم الصغيرة بسيارة نقل كبيرة لم يرونها، وقد جاءت لشراء اللعب مع حاشية كبيرة على رأسها مساعد جدها الاستاذ نديم (سامى مغاورى) وقد سرها وأضحكها انهماك توم في اللعب وتكسير عددا كبير منها، مما دعا صاحب المحل لطرده، ولكن جيسى اشترت كل اللعب التي أفسدها توم وإشترته هو الآخر ليعيش معها في قصر جدها رغم انفه وأنف مديرة القصر دينا (تيتيانا)، وقد سبب توم المتاعب لكل سكان القصر، وعلى رأسهم جمال الهوارى الذي كان يتنافس على الرئاسة مع طاهر البنا (غسان مطر) والصراع بينهما كبير، وعندما افسد توم المؤتمر الصحفى الذي اقامه الهوارى، طرده من القصر، ليتلقفه طاهر البنا ويصحبه للظهور في قناة البلالين مع مقدم البرنامج وفيق نتاشا (وائل علاء) ليندد بقسوة قلب منافسه، وتتحرك جمعيات حقوق الإنسان لمساندة توم، فيضطر الهوارى لإعادته للقصر، ولكن البنا يتفق مع نديم لخطف جيسى، لإجبار الهوارى للتنازل عن الترشح، ولكن المختطف (احمد سعد) يخطف توم مع جيسى، ولكن توم استغل غباء المختطف وتعامل معه بعقلية الطفل وتمكن بسوء تصرفه وغباءه من التغلب على المختطف، وتمكن من الفرار ومعه جيسى، ليرحب به الجد من جديد، ويقرر عدم خوض الانتخابات، ولكنه يفاجأ بحضور جد وجدة توم للإقامة بالقصر مع توم بعد انهيار منزلهما، فطردهما الهوارى، فإعترضت جيسى، فقرر الهوارى مغادرة القصر لجهة غير معلومة. (توم وجيمى)

## بطولة
- هاني رمزي
- حسن حسني
- تتيانا
- نيرة عارف
- جنا عمرو
- رضوى عادل

## روابط خارجية
- مقالات تستعمل روابط فنية بلا صلة مع ويكي بيانات